# Cardiocondyla nigrocerea
Cardiocondyla nigrocerea é uma espécie de formiga do gênero Cardiocondyla, pertencente à subfamília Myrmicinae.